# Szkoła sycylijska

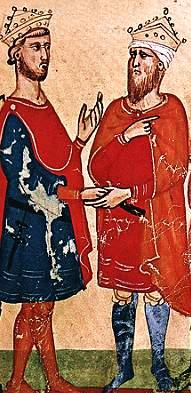
Spotkanie Fryderyka II i Al-Kamila w czasie VI krucjaty

Szkoła sycylijska – grupa około 30 poetów skupiona wokół osoby cesarza Fryderyka II Hohenstaufa, w większości należących do jego dworu. Działała pomiędzy rokiem 1230 a 1266, w którym nastąpił kres rządów Hohenstaufów na Sycylii.

## Charakterystyka szkoły
Po 1220 roku powstał na Sycylii ważny ośrodek życia artystycznego związany z dworem cesarskim Fryderyka II (1194-1250). Fryderyk II, jeszcze podczas pobytu w Niemczech utrzymywał związki z Minnesängerami, był sławiony przez trubadurów i sam pisał wiersze. Po objęciu tronu ściągnął na swój dwór wielu artystów i filozofów. Wspierał działalność literacką, naukową, filozoficzną i prawniczą – zarówno w języku volgare (ludowym), jak i łacińskim, greckim i arabskim. Na jego dworze działali urzędnicy wypracowujący wyszukany i uroczysty styl dokumentów cesarskich. Z jego też inspiracji podjęta została próba przeszczepienia na grunt języka sycylijskiego dokonań poezji prowansalskiej. Pierwsze utwory w języku sycylijskim powstały około 1230 roku. Upadek dworu cesarskiego, po klęsce Hohenstaufów w 1266 roku, położył kres działalności szkoły. Jej dorobek przejęli następnie poeci toskańscy. Utwory szkoły przetrwały w XIII-wiecznych odpisach toskańskich, co nie pozwala dziś na pełne odtworzenie ich oryginalnego brzmienia. Szkoła obejmowała grupę około 30 autorów, wywodzących się głównie ze środowiska związanego z dworem cesarskim.

## Zagadnienia formalne
Język, jakim się posługiwano, o ile można sądzić z rekonstrukcji, był sycylijskim językiem dworskim, poddanym surowym regułom składniowym i wzbogaconym zapożyczeniami z języków prowansalskiego i łacińskiego. W wersyfikacji Sycylijczycy kontynuowali osiągnięcia poezji prowansalskiej, przy czym zredukowali szeroką gamę typów wierszy prowansalskich do siedmio- i jedenastozgłoskowca. Ściślej powiązali też metrum wiersza z gatunkiem kancony. Własnym osiągnięciem szkoły było stworzenie sonetu – formy poetyckiej, która miała odnieść niezwykły i trwały sukces w poezji europejskiej.
Poezja sycylijska, w odróżnieniu od prowansalskiej, nie była przeznaczona do publicznego wykonywania z akompaniamentem muzycznym. Brak w niej, w związku z tym nawiązań i aluzji do aktualnych wydarzeń. Stąd praktycznie nie występuje u Sycylijczyków niezwykle popularny w poezji prowansalskiej gatunek poetycki o charakterze polityczno-satyrycznym – sirwentes. Tłumaczy się to z jednej strony peryferyjnym usytuowaniem dworu sycylijskiego, z drugiej zdominowaniem sytuacji politycznej przez silną władzę cesarską. W odróżnieniu od Prowansalczyków, rzadko związanych z jednym mecenasem, poeci sycylijscy byli ludźmi dworu, całkowicie uzależnionymi od władcy, pełniącymi funkcje wysokich urzędników, notariuszy, sędziów, funkcjonariuszy kancelarii. Wszyscy też pochodzili z jednej warstwy społecznej i posiadali podobną formację intelektualną.

## Tematyka utworów
Tematyka utworów nawiązuje do miłości dworskiej, jednak ze względu na odmienną sytuację społeczną – brak silnej struktury senioralnej, zainteresowanie poetów przesuwa się z zagadnień moralnych (stosunek zakochanego rycerza do ukochanej i jej męża, swego seniora) ku samemu fenomenowi miłości. Jest ona dla Sycylijczyków mocą równą Fortunie i niezależną od woli człowieka. Zachowuje wprawdzie swe wojenne atrybuty: łuk, kołczan, strzały, ale przedmiotem subtelnych analiz staje się jej aspekt zmysłowy. Miłość budzi się pod wpływem widoku pięknej kobiety, wzrok kieruje następnie impuls ku sercu, w którym rodzi się pragnienie okazania się godnym jej piękna i dobroci. Pierwszym zadaniem poety staje się opisanie wrażeń wzrokowych, które stopniowo prowadzą ku doskonałości moralnej i szlachetności.

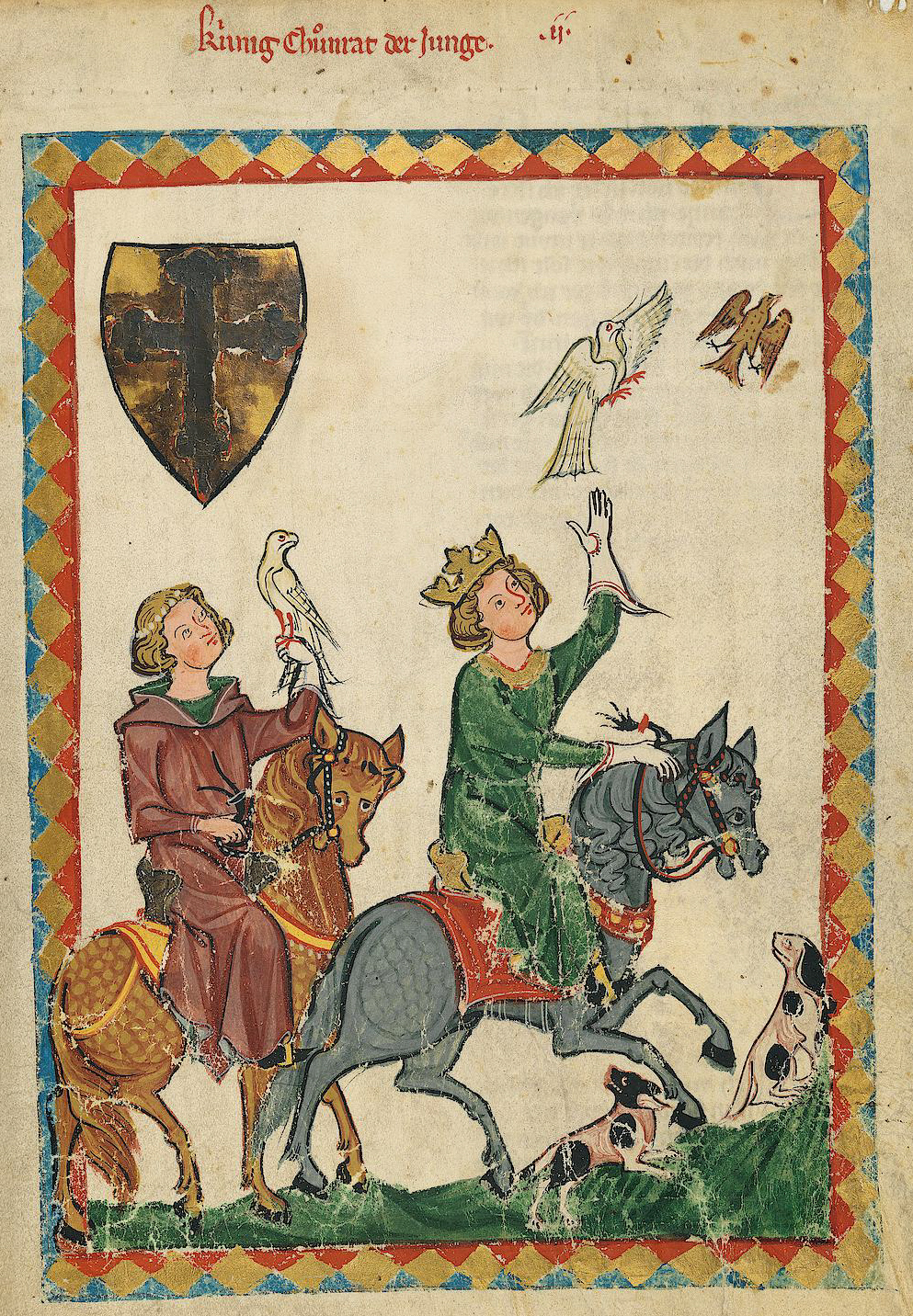
Konradyn Hohenstauf z sokołami

Ponieważ nie sposób wypowiedzieć miłości, poeci uciekają się do wyszukanych metafor, paradoksów, szukają inspiracji w uczonych traktatach. Filozoficzne aspiracje czynią tę lirykę mało osobistą. Stereotypowo przedstawiona kobieta jest w niej tylko bodźcem wywołującym intelektualne rozpatrywanie uczucia.

## Główni przedstawiciele
Za najwybitniejszego przedstawiciela szkoły i jednocześnie jej twórcę uważa się Iacopa da Lentini, notariusza cesarskiego, twórcę sonetu. Utwory charakteryzujące się starannym opracowaniem i niezwykłą śpiewnością pisał kanclerz cesarski Pier della Vigna. Wśród wybitnych twórców szkoły wymienia się ponadto pochodzącego z rodu hrabiów Akwinu Rinalda d’Aquino, sokolnika cesarskiego, autora pięknego lamentu na odjazd krzyżowca Gianni non mi conforto i wysokiego urzędnika dworskiego Giacomina Pugliese, twórcę najbardziej realistycznych utworów poetyckich szkoły. W tym czasie pisali ponadto Guido delle Colonne, sędzia z Messyny, autor wzniosłych, silnie zabarwionych retoryką pieśni i pochodzący również z Messyny Stefano Protonotaro (protonotariusz), autor jedynego utworu zachowanego w oryginalnym sycylijskim brzmieniu. Postacią najsilniej związaną ze wzorcami poezji prowansalskiej był Iacopo Mostacci, prawdopodobnie ambasador w Aragonii w 1262 roku. W luźniejszy sposób z działalnością szkoły związany był Cielo d'Alcamo, autor parodiującego twórczość Sycylijczyków utworu Rosa fresca aulentissima (Różo świeża, najwonniejsza).